# (2188) Orlenok
(2188) Orlenok (1976 UL4) – planetoida z pasa głównego asteroid okrążająca Słońce w ciągu 4,95 lat w średniej odległości 2,9 au. Odkryta 28 października 1976 roku.